# Gelepulo
Gelepulo is een bestuurslaag in het regentschap Aceh Tengah van de provincie Atjeh, Indonesië. Gelepulo telt 407 inwoners (volkstelling 2010).